# Obwód czytyjski
Obwód czytyjski (ros. Читинская область) – do 29 lutego 2008 jednostka administracyjna Federacji Rosyjskiej.

## Geografia
Obwód leży we wschodniej Azji.

## Historia
Na tereny obwodu w 1653 przybyli kozacy i rozpoczęli osadnictwo mające na celu wzmocnienie południowo-wschodniej granicy Rosji. Od 1824 było to miejsce zesłania dekabrystów. W 1851 utworzony został obwód zabajkalski. W latach 1918–1920 obwód znajdował się w rękach Japończyków i atamana Siemionowa. W latach 1920–1922 na terenie obwodu istniała Republika Dalekiego Wschodu. Następnie w ramach ZSRR powstawały kolejno: Gubernia Zabajkalska, Okręg Czytyjski i od 1926 Kraj Dalekowschodni. Obwód czytyjski w obecnym kształcie powstał w 1937.
Na mocy referendum z 11 marca 2007 roku, obwód czytyjski i Agińsko-Buriacki Okręg Autonomiczny zostały połączone i z dniem 1 marca 2008 utworzyły Kraj Zabajkalski.

## Tablice rejestracyjne
Tablice pojazdów zarejestrowanych w obwodzie czytyjskim mają oznaczenie 75 w prawym górnym rogu nad flagą Rosji i literami RUS.